# Çà et là
Les Éditions çà et là sont une maison d’édition française qui a pour vocation de publier des adaptations en français de bandes dessinées étrangères destinées à un public ado/adulte. Parmi les premiers auteurs édités, on trouve Andi Watson, Pentti Ostamo, Peter Kuper, Damon Hurd, Tatiana Gill et Catherine Doherty.
La maison d'édition est créée en octobre 2005 par Serge Ewenczyk. En 2013, elle a réalisé un chiffre d'affaires de 440 000 euros. Depuis 2025, la maison d’édition est une SCOP, les quatre salariés devenant sociétaires à parts égales.

## Publications
- 2005 :
  - A Strange Day, Damon Hurd, Tatiana Gill
  - Points de Vues, Peter Kuper
  - Petites créatures, Pentti Otsamo
  - Peine perdue, Catherine Doherty
  - Slow News Days, Andi Watson

- 2006 :
  - Au Fil de l'Eau, Joel Orff
  - Pedro et Moi, Judd Winick
  - Ruptures, Andi Watson
  - Chelsea in Love, David Chelsea
  - Little Star, Andi Watson
  - Tu m'aimeras encore si je fais pipi au lit ?, Liz Prince
  - Papa est un peu fatigué, Ville Ranta
  - Points de Vues 2, Peter Kuper

- 2007 :
  - Alec, la Bande du King Canute, Eddie Campbell
  - Le Cancer de Maman, Brian Fies
  - Nuits Blanches, Joel Orff
  - Delayed Replays, Liz Prince
  - Ma Mère était une très belle femme, Karlien de Villiers
  - Pictures of You, Damon Hurd, Tatiana Gill
  - Alec, Graffiti Kitchen, Eddie Campbell
  - Dans les sables mouvants, Rosalind B. Penfold
  - La Fille de Mendel, Martin Lemelman
  - Château l'Attente, Linda Medley - Sélection Officielle Angoulême 2008 ; Prix Utopiales 2008 ; Prix Millepages 2007

- 2008 :
  - 110%, Tony Consiglio
  - Elles ne vont pas se fumer toutes seules, Emily Flake
  - Ferme 54, Galit Seliktar, Gilad Seliktar - Sélection officielle d'Angoulême en 2009
  - Alec, comment devenir artiste, Eddie Campbell
  - Rock'n'Roll Life, Bruce Paley, Carol Swain
  - Étoile du Chagrin, Kazimir Strzepek
  - Bottomless Belly Button, Dash Shaw - Sélection Officielle Angoulême 2009 & Prix Millepages 2008

- 2009 :
  - Arrête d'oublier de te souvenir, Peter Kuper
  - Anthologie American Splendor, Volume 1, Harvey Pekar - Sélection Patrimoine Angoulême 2010
  - Storeyville, Frank Santoro
  - Virginia, Dash Shaw - sélectionné aux Eisner Awards en 2007.
  - Étoile du Chagrin 1 1/2, Kazimir Strzepek
  - Étoile du Chagrin 2, Kazimir Strzepek

- 2010 :
  - Elmer, Gerry Alanguilan - prix Asie-ACBD 2011
  - Ma mère était une très belle femme, Karlien de Villiers, édition augmentée
  - 90 livres cultes à l'usage des personnes pressées, Henrik Lange
  - 90 films cultes à l'usage des personnes pressées, Henrik Lange
  - Trop n'est pas assez, Ulli Lust - Prix Artémisia 2011 ; Fauve d'Angoulême : Prix révélation 2011
  - Anthologie American Splendor, Volume 2, Harvey Pekar
  - Working, une adaptation graphique, Collectif, sous la direction de Paul Puhle et Harvey Pekar
  - L'exilé du kalevala, Ville Ranta - Sélection Officielle Angoulême 2011
  - Foodboy, Carol Swain
  - Peter et Miriam, Première partie, Rich Tommaso

- 2011 :
  - L'affaire du trompinoptère, Eddie Campbell
  - Ace-face/les aventures de jack & max, Mike Dawson
  - Lucky in love Tome 1 : histoire d'un pauvre homme, Stephen DeStefano George Chieffet
  - L'odyssée de Zozimos Volume 1, Christopher Ford
  - 90 autres livres cultes à l'usage des personnes pressées, Henrik Lange
  - En mer, Drew Weing
  - O'Pribjehi - histoires, Maza Borkovcova, Marketa Hajska, Vojtech Masek
  - Anthologie American Splendor, Volume 3, Harvey Pekar
  - Seven miles a second, David Wojnarowicz, James Romberger, Marguerite Van Cook
  - Les chasseurs de Ptérodactyles, Brendan Leach
  - La grande Guerre de Charlie, volume 3, Pat Mills & Joe Colquhoun
  - Les Gratte-Ciel du Midwest, Joshua Cotter
  - Alec, l'intégrale, Eddie Campbell
  - Formose, Li-Chin Lin
  - Neptune, Aron Nels Steinke

- 2012 :
  - Une métamorphose iranienne, Mana Neyestani
  - L'Odyssée de Zozimos, épisode 2, Christopher Ford
  - Petite Terrienne, Aisha Franz
  - Journal d'un adieu, Pietro Scarnera
  - La grande Guerre de Charlie, volume 2, Pat Mills & Joe Colquhoun
  - August Strindberg à l'usage des personnes pressées, Henrik & Katarina Lange
  - Fables scientifiques, Darryl Cunningham
  - Le dramaturge, Daren White & Eddie Campbell
  - Dessous, Leela Corman
  - Cleveland, Harvey Pekar & Joseph Remnant
  - Sam Hill, 1924 : Les débuts, Rich Tommaso
  - Far Arden, Kevin Cannon
  - Duncan le chien prodige, saison 1, Adam Hines
  - Les Carnets d'un New-Yorkais, Peter Kuper

- 2013 :
  - Brigitte et la Perle cachée, Aisha Franz
  - Mon ami Dahmer, Derf Backderf, Fauve d'Angoulême : Prix révélation, Prix SNCF du polar
  - Troupe 142, Mike Dawson
  - Tout va bien !, Mana Neyestani, en coédition avec Arte Éditions
  - La Coiffe de naissance, Eddie Campbell & Alan Moore
  - Fables psychiatriques, Darryl Cunningham
  - Émile Zola à l'usage des personnes pressées, Henrik Lange
  - Le Centre de la Terre, Anneli Furmark
  - Le Silence, Bruce Mutard
  - L'été des Bagnold, Joff Winterhart
  - Sept Saisons, Ville Ranta
  - Annie Sullivan & Helen Keller, Joseph Lambert
  - B + F, Gregory Benton
  - New school, Dash Shaw

- 2014 :
  - Pompéi, Frank Santoro
  - Punk Rock et Mobile Homes, Derf Backderf, Prix Bulles Zik
  - Iron Bound, Brendan Leach
  - La machine à influencer, Brooke Gladstone & Josh Neufeld
  - Mes cent démons !, de Lynda Barry
  - Angie Bongiolatti, Mike Dawson
  - Cratère XV, Kevin Cannon
  - Gast, Carol Swain
  - Serpents et échelles, Eddie Campbell & Alan Moore
  - Voix de la Nuit, Ulli Lust & Marcel Beyer
  - L'enfant inattendue, James Romberger & Marguerite Van Cook
  - Garçon Manqué, Liz Prince
  - L’Ère de l’Égoïsme, Darryl Cunningham
  - TSAV 8, Gilad Seliktar
- 2015 :
  - Doctors, Dash Shaw
  - Seule pour toujours, Liz Prince
  - Mes chers samedis, Marcello Quintanilha
  - Petit manuel du parfait réfugié politique, Mana Neyestani
  - Point de fuite, Lucia Biagi
  - Hiver rouge, Anneli Furmark
  - La Jérusalem du pauvre, Ville Ranta
  - Tungstène, Marcello Quintanilha, Fauve Polar SNCF au Festival d'Angoulême 2016
  - Trashed, Derf Backderf, Prix Tournesol 2016

- 2016 :
  - Déplacement, Vol. 1, Joshua Cotter
  - Comment écrire un polar suédois sans se fatiguer, Henrik Lange
  - Ruines, Peter Kuper
  - Cumbe, Marcelo D'Salete
  - Points de Chute, Andi Watson
  - Retour à Bandung, Tita Larasati
  - Freedom Hospital, Hamid Sulaiman
  - Nouvelles du front d'un père moderne, Mike Dawson
  - Talc de verre, Marcello Quintanilha
  - Sara, Anapurna
  - Cosplayers, Dash Shaw
  - Ce qui se passe dans la forêt, Hilding Sandgren
  - Le remarquable et stupéfiant Monsieur Léotard, Eddie Campbell & Dan Best
  - La Famille Fun, Benjamin Frisch

- 2017 :
  - Un soleil entre des planètes mortes, Anelli Furmark - Sélection Prix Artémisia 2018
  - Alors que j'essayais d'être quelqu'un de bien, Ulli Lust - Sélection officielle Angoulême 2018 ; Sélection Prix Artémisia 2018

- 2018 :
  - Au plus près, Anneli Furmark & Monica Steinholm
  - Pittsburgh, Frank Santoro - Sélection officielle Angoulême 2019
  - L'une d'elles, Una
  - Courtes distances, Joff Winterhart -  Prix Bédélys étranger 2018 [4].

- 2019 :
  - True Stories, Derf Backderf

- 2020 :
  - Kent State, Derf Backderf - Sélection officielle Angoulême 2021